# Katiann Scherer
Katiann Scherer (* 10. November 1991 in North Canton, Ohio) ist eine US-amerikanische Handballspielerin, die auf der Position der Torhüterin sowohl in der Halle als auch im Beachhandball Nationalspielerin ihres Landes ist.

## Ausbildung und berufliche Tätigkeit
Katiann Scherer wuchs auf einer Farm in Ohio auf. Sie besuchte nach dem Schulabschluss an der Hoover High School das Agricultural Technical Institute der Ohio State University in Wooster, wo sie einen Bachelor of Science im Hauptfach Tierwissenschaften sowie dem Nebenfach Kommunikation & Marketing erwarb. Zudem erwarb sie ein Associate Degree in Pferdewissenschaft. Danach machte sie ein halbes Jahr ein Praktikum im Columbus Zoo and Aquarium in der Nähe von Powell. Danach hatte sie verschiedene Tätigkeiten im unteren bis mittleren Management verschiedener Firmen inne und arbeitete als Fundraiser. Von 2020 bis 2022 folgte noch einmal ein Aufbaustudium an der Keller Graduate School of Management der DeVry University in Naperville. Das Marketingstudium, das sie mit dem Erwerb eines Master of Business Administration abschloss, wurde ihr durch ein Partnerprogramm zwischen der Universität und dem United States Olympic & Paralympic Committee. Seit 2021 ist sie gemeinsam mit ihrer Schwester mit einem Unternehmen selbstständig, welches Blumen trocknet und haltbar macht.

## Handball
An der Ohio State University versuchte sich Scherer zunächst als Ruderin, kam aber in ihrem letzten Studienjahr zum Handball. 2014 gewann sie mit ihrer Mannschaft die US-Collegemeisterschaft. Schon nach wenigen Monaten wurde sie zu einem Lehrgang der Nationalmannschaft berufen. Während ihrer Zeit in Auburn, Alabama, wo der US-Verband seinen Sitz hat, trainierte sie mit der Universitätsmannschaft. Dort konnte sie überzeugen und stand schon 2015 für die Nationalmannschaft im Tor. Zunächst gelang ihr beim nordamerikanischen Qualifikationsturnier zu den Panamerika-Meisterschaften 2015 mit den USA Rang drei, und sie qualifizierte sich damit mit ihrer Mannschaft für die Endrunde in Kuba. Erneut belegten die USA den drittletzten, dieses Mal den zehnten Rang. Noch besser lief es für Scherer und die US-Mannschaft 2017. Nachdem zunächst die Qualifikation mit Rang zwei wie schon zwei Jahre zuvor in San Juan auf Puerto Rico geschafft wurde, beendeten die USA die kontinentalen Titelkämpfe dieses Mal auf dem fünften Platz. Seit 2018 widmet sie sich vorrangig dem Beachhandball.
2016 wäre Scherer fast nach Hazebrouck in Frankreich gewechselt, um professionell Handball zu spielen, aufgrund von Visa- und Sprachproblemen zerschlug sich der Wechsel.
Im Beachhandball tritt Scherer für den RIP Beach Handball Club an. Seit der Neugründung der Nationalmannschaft 2018 bildete Scherer mit Staci Self das Torhüterinnen-Gespann der Mannschaft. Bei ihrem ersten Turnier, der letztmals ausgetragenen Panamerikameisterschaften 2018 in Oceanside in Kalifornien verlief noch recht wenig erfolgreich, hinter den meisten Mannschaften Südamerikas und auch Mexikos platzierte sich die Mannschaft bei acht teilnehmenden Teams auf den sechsten Rang. Dennoch konnte die Mannschaft anschließend das erste Mal an den noch im selben Jahr ausgetragenen Weltmeisterschaften teilnehmen und wurde dort 14. 2019 folgten mit weitaus mehr Erfolg die erstmals ausgetragenen Nordamerika- und Karibikmeisterschaft in Chaguanas auf Trinidad und Tobago, gewann Scherer mit ihrer Mannschaft im Finale gegen Mexiko den Titel. Mit der Platzierung bei den kontinentalen Meisterschaften war auch die Qualifikation zu den World Beach Games 2019 in Doha erreicht worden. In Katar wurde sie mit ihrer Mannschaft Zehnte.
Danach kam es aufgrund der Corona-Pandemie zu einer internationalen Spielunterbrechung in Nordamerika. Nachdem der Spielbetrieb 2022 wieder aufgenommen worden war, wurde Emma Johnson neue Partnerin Selfs im Tor. Scherer war bei allen Turnieren des Jahres Ersatzspielerin, kam aber zu keiner Berufung in das endgültige Aufgebot.
Nachdem Scherer mit ihrer Mannschaft 2018 schon Zweite bei den renommierten So. Cal Beach Handball Championships wurde und als beste Torhüterin ausgezeichnet wurde, gewann sie das Turnier 2019 ebenso wie die Nor. Cal Beach Handball Championships. Unter dem Namen Liberty Bells war die Nationalmannschaft der USA 2019 in Form einer Vereinsmannschaft auch in Europa unterwegs und wurde etwa beim Karacho Beach Cup in Münster in Deutschland 15. sowie in Paros Dritte.
Gemeinsam mit ihren Nationalmannschaftskolleginnen Melissa Browne und Kimberly Popp absolvierte Scherer 2021 einen Schiedsrichter-Kurs und ist seitdem auch berechtigt Beachhandball-Spiele zu leiten.

## Erfolge
| Beach World Beach Games - 2019: 10. Weltmeisterschaften - 2018: 14. | Panamerikameisterschaften - 2018: 6. Nordamerika- und Karibikmeisterschaften - 2019: 1. | Halle Panamerika-Meisterschaften - Panamerika-Meisterschaften 2015: 10. - Panamerika-Meisterschaften 2017: 5. US-College-Meisterschaften - 2014: 1. |

## Belege und Anmerkungen
1. ↑  Other News: CFAES graduate sets sights on Olympic handball dream. In: Farm and Dairy. 1. September 2014, abgerufen am 1. Februar 2023 (amerikanisches Englisch).
2. ↑  Katiann Scherer, Author at CUDDLY Blog. In: CUDDLY Blog. Abgerufen am 1. Februar 2023 (amerikanisches Englisch).
3. ↑  LinkedIn-Profil (englisch)
4. ↑  Our Story. Abgerufen am 1. Februar 2023 (amerikanisches Englisch).
5. ↑  Midwest Championship Erg Sprint - Entries. Abgerufen am 1. Februar 2023.
6. ↑  Katiann Scherer, Team USA, Handball. Abgerufen am 1. Februar 2023 (deutsch).
7. ↑  Terri Barbush: Hoover Grad to Play Team Handball for USA. Abgerufen am 1. Februar 2023 (amerikanisches Englisch).
8. ↑  omen NorCa (North America and Caribe) Handball Championship 2015 Salinas (PUR) 30.03-05.04 - Winner Cuba. Abgerufen am 1. Februar 2023.
9. ↑  Ohio State alumna working toward Olympic dreams after lone year of club sport. 1. Februar 2016, abgerufen am 1. Februar 2023 (amerikanisches Englisch).
10. ↑  Beach handball rising up out of the sands of Hermosa Beach. In: Daily Breeze. 15. Juni 2018, abgerufen am 1. Februar 2023 (amerikanisches Englisch).
11. ↑  Beach Handball - United States vs Argentina | Women's Group A Match | ANOC World Beach Games 2019. Abgerufen am 12. August 2022 (deutsch).
12. ↑  Stockfotos, Editorial und Creative Bilder | Bildagentur IMAGO, Stockfotos, Editorial und Creative Bilder | Bildagentur IMAGO: Karacho Beach Cup Fotos | IMAGO. Abgerufen am 1. Februar 2023.
13. ↑  Beach Handball Referee Camp Trains Four New Officials. In: teamusa.org. USA Team Handball, 10. November 2021, abgerufen am 23. Januar 2023 (englisch).

| Personendaten    | Personendaten                                         |
| ---------------- | ----------------------------------------------------- |
| NAME             | Scherer, Katiann                                      |
| KURZBESCHREIBUNG | US-amerikanische Handball- und Beachhandballspielerin |
| GEBURTSDATUM     | 10. November 1991                                     |
| GEBURTSORT       | North Canton, Ohio, Vereinigte Staaten                |